# Live… in the shadow of the blues
Live... in the shadow of the blues is een livealbum van Whitesnake. Het tijdens de toers van 2006 opgenomen album kan gezien worden als een verzamelalbum met de grootste hits van de band (dat wil zeggen in de Verenigde Staten en het Verenigd Koninkrijk. Het album werd commercieel aantrekkelijker gemaakt door het meepersen van een viertal nieuwe nummers. Deze nieuwe Whitesnake-samenstelling klinkt opmerkelijk meer richting heavy metal dan de vorige albums van de band.

## Musici
- David Coverdale – zang
- Doug Aldrich – gitaar, zang
- Reb Beach – gitaar, zang
- Timothy Drury – toetsinstrumenten, zang
- Uriah Duffy – basgitaar, zang
- Tommy Aldridge – slagwerk

## Muziek
| Nr. | Titel                                                            | Duur |
| --- | ---------------------------------------------------------------- | ---- |
| 1.  | Bad boys (Coverdale, John Sykes)                                 | 6:22 |
| 2.  | Slide it in (Coverdale)                                          | 5:11 |
| 3.  | Slow an’ easy (Coverdale, Micky Moody)                           | 6:54 |
| 4.  | Love ain’t no strange (Coverdale, Mel Galley)                    | 4:31 |
| 5.  | Judgment day (Coverdale, Ad Vandenberg)                          | 5:34 |
| 6.  | Is this love (Coverdale, Sykes)                                  | 4:58 |
| 7.  | Blues for Mylene (Aldrich)                                       | 3:31 |
| 8.  | Snake dance (Coverdale, Aldrich)                                 | 2:03 |
| 9.  | Crying in the rain (Coverdale)                                   | 5:46 |
| 10. | Aint’no love in the heart of the city (Michael Price, Dan Walsh) | 8:44 |
| 11. | Fool for your loving (Coverdale, Moody, Bernie Marsden)          | 4:51 |
| 12. | Here I go again (Coverdale, Marsden)                             | 5:53 |
| 13. | Still of the night (Coverdale, Sykes)                            | 8:33 |

| Nr. | Titel                                                          | Duur |
| --- | -------------------------------------------------------------- | ---- |
| 1.  | Burn (Coverdale, Ritchie Blackmore, Jon Lord, Ian Paice)       | 8:38 |
| 2.  | Give me all your love (Coverdale, Sykes)                       | 4:27 |
| 3.  | Walking in the shadow of the blues (Coverdale Marsden)         | 5:10 |
| 4.  | The deeper the love (Coverdale, Vandenberg)                    | 4:31 |
| 5.  | Ready an’ willing (Coverdale, Moody, Neil Murray, Lord, Paice) | 5:41 |
| 6.  | Don’t break my heart again (Coverdale)                         | 6:08 |
| 7.  | Take me with you (Coverdale, moody)                            | 7:50 |
| 8.  | Ready to rock (Coverdale, Aldrich)                             | 4:19 |
| 9.  | If you want me (Coverdale Aldrich)                             | 4:08 |
| 10. | All I want is you (Coverdale, Aldrich)                         | 4:12 |
| 11. | Dog (Coverdale, Aldrich)                                       | 3:27 |

- track 8-11 van cd2 zijn studioopnamen
- De tweede compact disc werd bij de Japanse versie voorzien van een bonustrack: Crying in the rain met een drumsolo van Aldridge.

## Hitnotering
Het album haalde noch in Nederland, noch België, noch het Verenigd Koninkrijk een hitnotering.